# Hjerkinn skjutfält

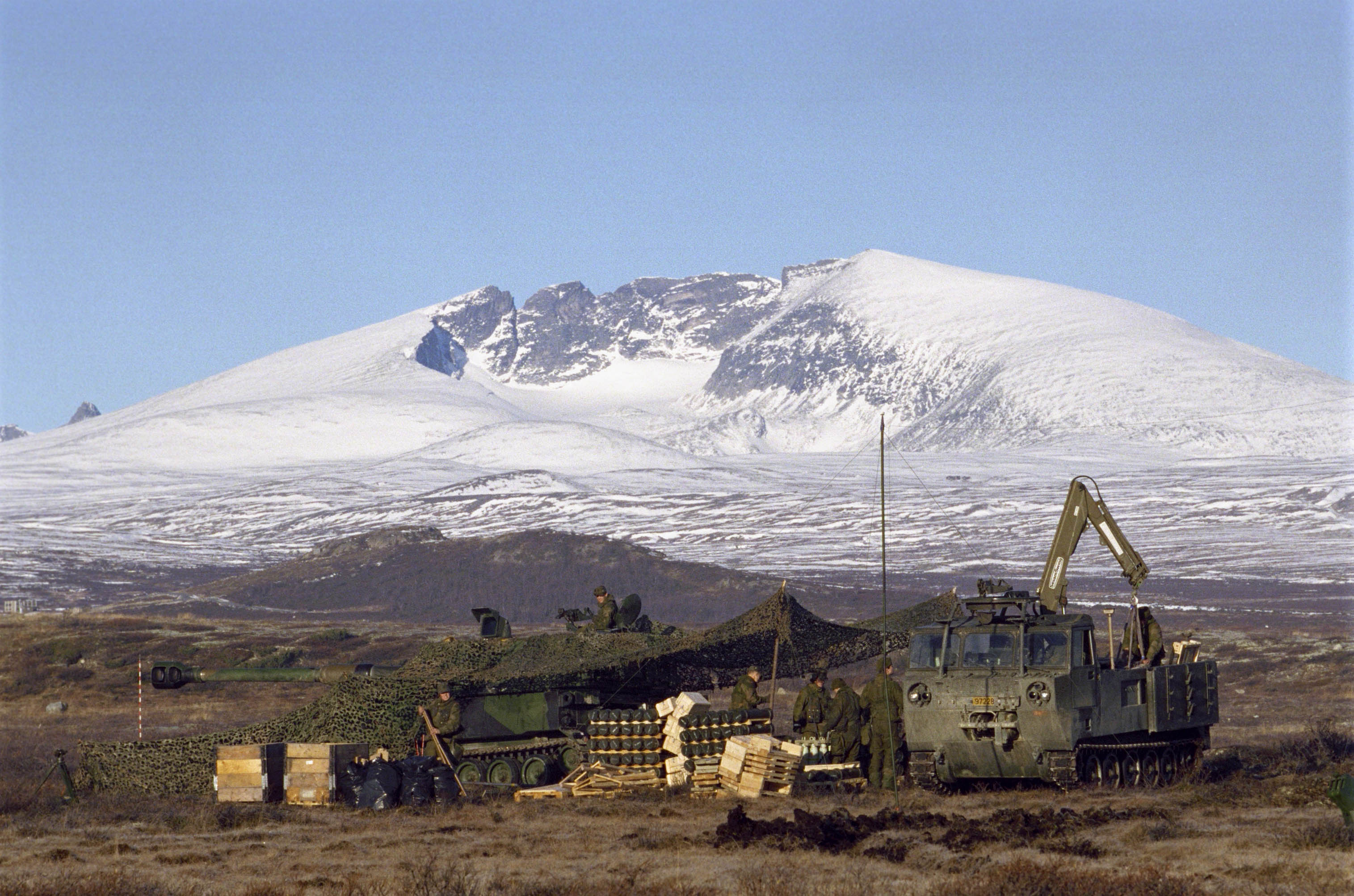
En M109 haubits på Hjerkinn skjutfält med Snøhetta i bakgrunden.

Hjerkinn skjutfält var ett norskt militärt övningsfält på Dovrefjell. Det anlades 1923 och användes i början av kavalleriet. Skjutfältet utvidgades successivt till 165 km². Det avvecklades efter ett beslut i Stortinget år 1999   och naturen har återställts.
Övningsfältet användes främst av infanteriet, artilleriet och kavalleriet, men även av 
flygvapnet för provskjutning av flygbomber, raketer och automatkanoner.

## Återställning
Militären avslutade verksamheten på övningsfältet år 2006 och två år senare släppte flygvapnet sin sista bomb. Återställningen av området har utförts av 15 000 soldater som har rensat det från 19 000 blindgångare och 550 ton skrot. Vägar har rivits upp med hjälp av fjärrstyrda anläggningsmaskiner och 47 000 videplantor har planterats. Det har betecknats som Norges största saneringsprojekt. Vid en ceremoni den 16 september 2020 återlämnade millitären området till naturen med "tack för lånet".
Området ingår numera i
Dovrefjell-Sunndalsfjella nationalpark.